# Motore in linea a due cilindri

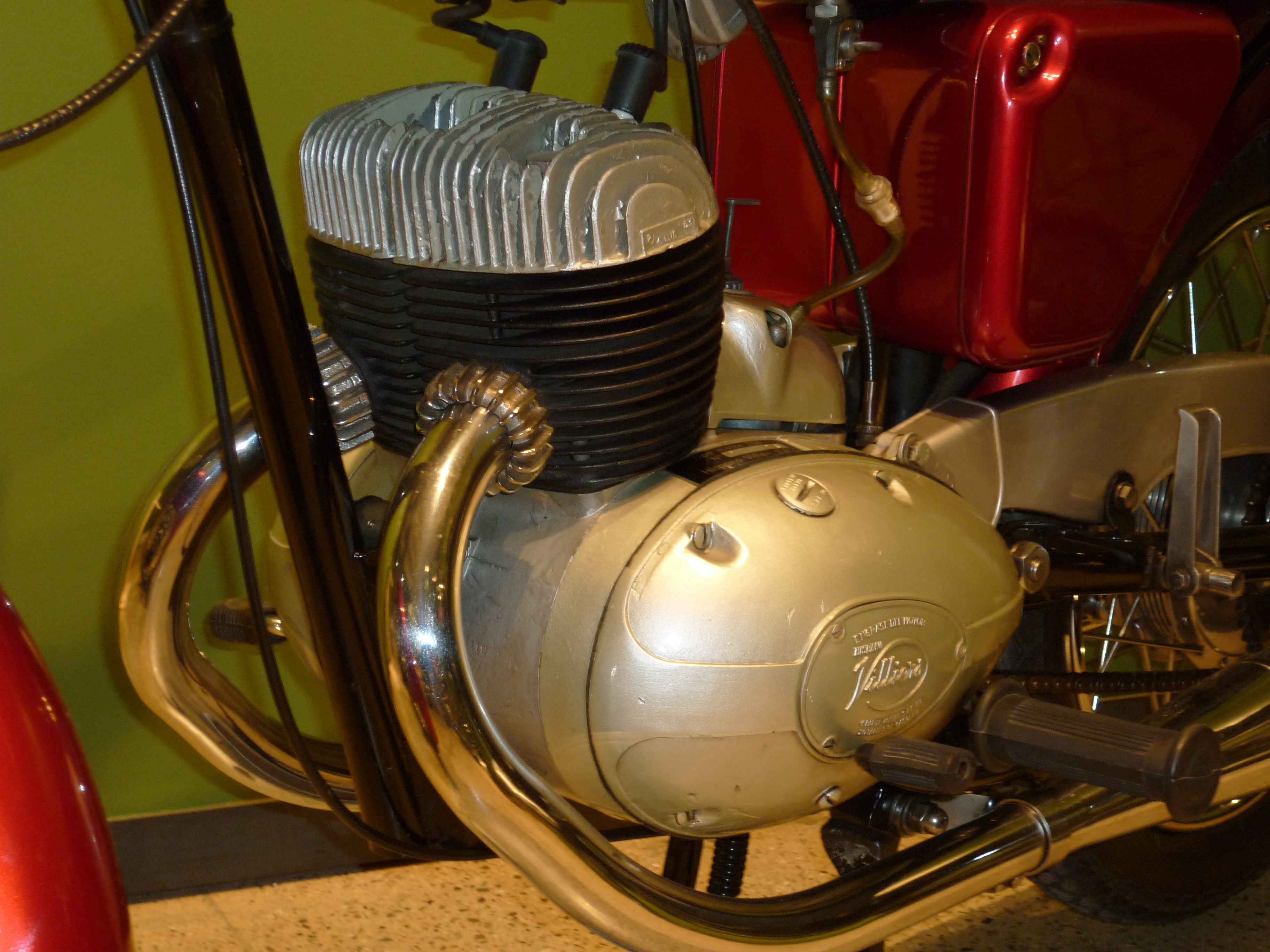
Motore motociclistico Sanglas Rovena del 1964 (costruito da Hispano Villiers)

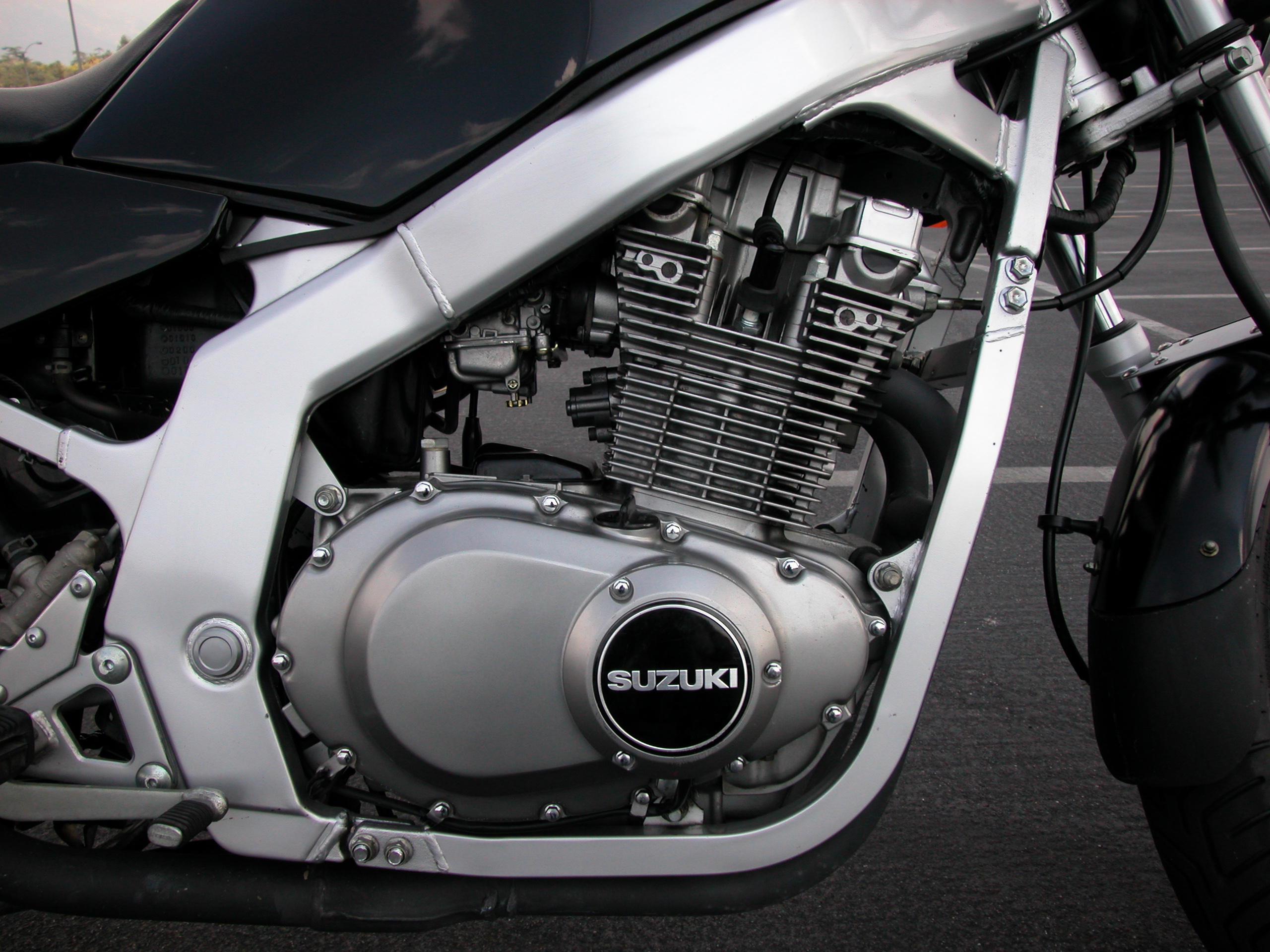
Motore di una Suzuki GS500 del 1997

Il motore in linea a due cilindri, chiamato anche motore bicilindrico in linea, bicilindrico in linea, bicilindrico verticale o bicilindrico parallelo, è un motore a pistoni con due cilindri in cui quest'ultimi sono disposti in linea parallela tra di loro lungo l'albero motore.
I motori bicilindrici in linea vengono utilizzati principalmente nelle motociclette; in misura inferiore trovano applicazione anche sulle automobili, barche, motoslitte, moto d'acqua, veicoli fuoristrada, trattori e aerei ultraleggeri.
Diverse configurazioni dell'albero motore sono state utilizzate per i motori bicilindrici, con i più comuni 360 gradi, 180 gradi e 270 gradi.

## Terminologia
Il layout bicilindrico in linea è anche indicato come "bicilindrico parallelo" e "bicilindrico verticale".  Alcuni di questi termini originariamente avevano significati specifici relativi all'angolo dell'albero motore o all'orientamento del motore, tuttavia sono spesso usati anche in modo intercambiabile.
Nel Regno Unito, il termine "bicilindrico parallelo" è tradizionalmente utilizzato per motori con un angolo dell'albero a gomiti di 360 gradi, poiché i due pistoni sono nella stessa direzione (cioè paralleli tra loro).  "Bicilindrico verticale" è stato utilizzato per descrivere i motori con un angolo dell'albero motore di 180 gradi,  che fa viaggiare i pistoni in direzioni opposte. Il termine "bicilindrico in linea" viene usato in modo più generico per qualsiasi angolo dell'albero motore.
Per i motocicli, "bicilindrico in linea" a volte è riferito a un orientamento longitudinale del motore (cioè con l'albero motore in linea con il telaio) o un motore a U (bicilindrico in tandem) in cui i cilindri sono disposti longitudinalmente in il telaio (sebbene i due alberi motore siano effettivamente orientati trasversalmente).

## Design
Rispetto ai motori bicilindrici a V e ai motori a cilindri contrapposti, il bicilindrico in linea è più compatto, ha un design più semplice ed è più economico da produrre. I motori bicilindrici in linea possono essere soggetti a vibrazioni, a causa dell'intervallo di accensione irregolare presente nei motori ad albero motore a 180° o della grande massa alternativa non contrapposta nei motori ad albero motore a 360°. Il bicilindrico in linea soffre inoltre ulteriormente delle reazioni di coppia torsionale e delle vibrazioni.

### Angolo dell'albero motore

Animazione con diverse angolazioni dell'albero motore

Le configurazioni dell'albero motore più comuni per i motori bicilindrici sono di 360 gradi, 180 gradi e 270 gradi.
360 gradi
In un motore con albero motore a 360 gradi, entrambi i pistoni si muovono su e giù contemporaneamente. Tuttavia, l'intervallo di accensione è compensato tra i cilindri, con un cilindro che si accende durante la prima rotazione dell'albero motore e poi l'altro cilindro nella rotazione successiva. I motori a 360 gradi possono utilizzare un unico sistema di accensione per entrambi i cilindri, utilizzando un sistema a scintilla persa.
Il bilanciamento primario è imperfetto, come per un motore monocilindrico di massa alternata equivalente. I primi motori cercavano di ridurre le vibrazioni attraverso i contrappesi sull'albero motore, tuttavia i metodi successivi includevano anche alberi di bilanciamento e una biella ponderata separata. Rispetto a un motore monocilindrico, l'intervallo di accensione più frequente (360 gradi rispetto a 720) si traduce in caratteristiche di marcia più fluide, nonostante lo squilibrio dinamico simile.
Dagli anni '30, la maggior parte dei motori motociclistici bicilindrici a quattro tempi britannici utilizzava un albero motore a 360 gradi, poiché questo evitava le pulsazioni di aspirazione irregolari di altre configurazioni, evitando così la necessità di doppi carburatori. Negli anni '60, anche se le motociclette giapponesi passarono per lo più ad alberi motore a 180 gradi per motori dai 250 ai 500 cm3, vari motori più piccoli e più grandi hanno continuato a utilizzare un albero motore a 360 gradi. Le vibrazioni sono state un problema minore per i motori più piccoli, come ad esempio l'Honda CB92 del 1965 e l'Honda CM185 del 1979. I motori più grandi, come la Yamaha XS 650 del 1969 e la Yamaha TX 750 del 1972, spesso utilizzavano alberi di bilanciamento per ridurre le vibrazioni. Anche i successivi motori Honda CB250N/CB400N del 1978-1984 utilizzavano un albero motore a 360 gradi. I motori bicilindrici paralleli della BMW serie F per motociclette del 2008 utilizzano anche alberi motore a 360 gradi, con una terza biella "rudimentale" (che funge da contrappeso) e un limite di giri di 9.000 rpm per ridurre le vibrazioni. 
180 gradi
In un motore con albero motore a 180 gradi, un pistone si alza mentre l'altro scende. In un motore a quattro tempi, l'intervallo di accensione non è uniforme, con il secondo cilindro che spara 180 gradi dopo il primo, seguito da uno spazio di 540 gradi fino a quando il primo cilindro non si accende di nuovo. L'intervallo di accensione irregolare causa vibrazioni e si traduce in un'erogazione di potenza "irregolare". Un motore a 180° richiede anche un sistema di accensione separato per ogni cilindro.
Il perfetto bilanciamento primario è possibile con un motore bicilindrico diritto a 180 gradi, tuttavia il design crea una momento torcente che richiede l'uso di un albero di bilanciamento per ridurre le vibrazioni. Un motore bicilindrico in linea a 180 gradi ha uno sbilanciamento secondario (simile a un motore a quattro cilindri in linea), tuttavia la massa alternata inferiore significa che questo spesso non richiede trattamento.
Un motore con albero a gomiti a 180° subisce meno perdite di pompaggio rispetto a un bicilindrico a 360°, perché lo spostamento del basamento è relativamente invariato mentre i pistoni si muovono.
Negli anni '60, le case motociclistiche giapponesi prediligevano l'uso di alberi motore a 180 gradi, poiché la maggiore scorrevolezza consentiva un numero di giri al minuto più elevato e quindi maggiori potenze. Ad esempio, il motore con albero motore a 180 gradi Honda CB 450 del 1966 ha una potenza simile ai motori con albero motore a 360 gradi britannici contemporanei, nonostante abbia una cilindrata inferiore (450 cm3) ai 650 cm3. Sia la Yamaha TX 500 del 1973 che la Suzuki GS 400 del 1977 avevano un albero motore a 180 gradi e un albero di bilanciamento. Dal 1993, la maggior parte dei motori Honda bicilindrici dritti utilizza alberi motore a 180 gradi.
I motori a due tempi utilizzano tipicamente un albero motore a 180 gradi, poiché ciò si traduce in due colpi di potenza equidistanti per giro. La frequenza fondamentale di vibrazione è doppia rispetto a quella di un equivalente monocilindrico, tuttavia l'ampiezza è dimezzata. I motori a due tempi che non utilizzano un albero a gomiti a 180 gradi includono lo Yankee del 1972.
270 gradi
In un motore con albero motore a 270 gradi, un pistone segue tre quarti di rotazione dietro l'altro. Ciò si traduce in un intervallo di accensione irregolare in cui il secondo cilindro spara 270 gradi dopo il primo, seguito da uno spazio di 450 gradi fino a quando il primo cilindro spara di nuovo. Questo è lo stesso schema di un motore bicilindrico a V di 90 gradi ed entrambe le configurazioni hanno un suono di scarico simile. I pistoni in un motore bicilindrico dritto da 270 gradi non sono mai entrambi fermi allo stesso tempo (come per un motore bicilindrico a V di 90 gradi), riducendo così lo scambio netto momentaneo tra la manovella e i pistoni durante una rotazione completa.
In un motore bicilindrico diritto a 270° c'è bilanciamento primario imperfetto, a causa di una combinazione di forza libera e momento torcente; un albero di bilanciamento viene spesso utilizzato per compensare questo. Il bilanciamento secondario di un motore a 270 gradi è perfetto, tuttavia la configurazione si traduce in una coppia oscillante sbilanciata.
I primi motori motociclistici bicilindrici in linea a 270 gradi di produzione furono montati sulla Yamaha TRX 850 e Yamaha TDM del 1996. Alcuni degli esemplari successivi sono la Triumph Thunderbird del 2009, la Norton Commando 961 del 2010, la Honda NC700 del 2012, la Yamaha MT-07 del 2014, la Triumph Thruxton 1200 del 2016 e la Royal Enfield Interceptor 650 del 2018.

### Cuscinetti principali
Ogni cilindro di un motore bicilindrico in linea ha un perno dell'albero motore separato, a differenza dei motori bicilindrici a V che possono utilizzare un perno dell'albero motore comune per entrambe le bielle . La maggior parte dei motori vintage britannici bicilindrici in linea (come Triumph, BSA, Norton e Royal Enfield) avevano due cuscinetti principali. A partire dalla fine degli anni '50, la maggior parte dei motori bicilindrici Honda aveva quattro cuscinetti principali. I successivi motori bicilindrici in linea avevano quattro o raramente tre cuscinetti principali. 

## Utilizzo nelle motociclette

### Storia

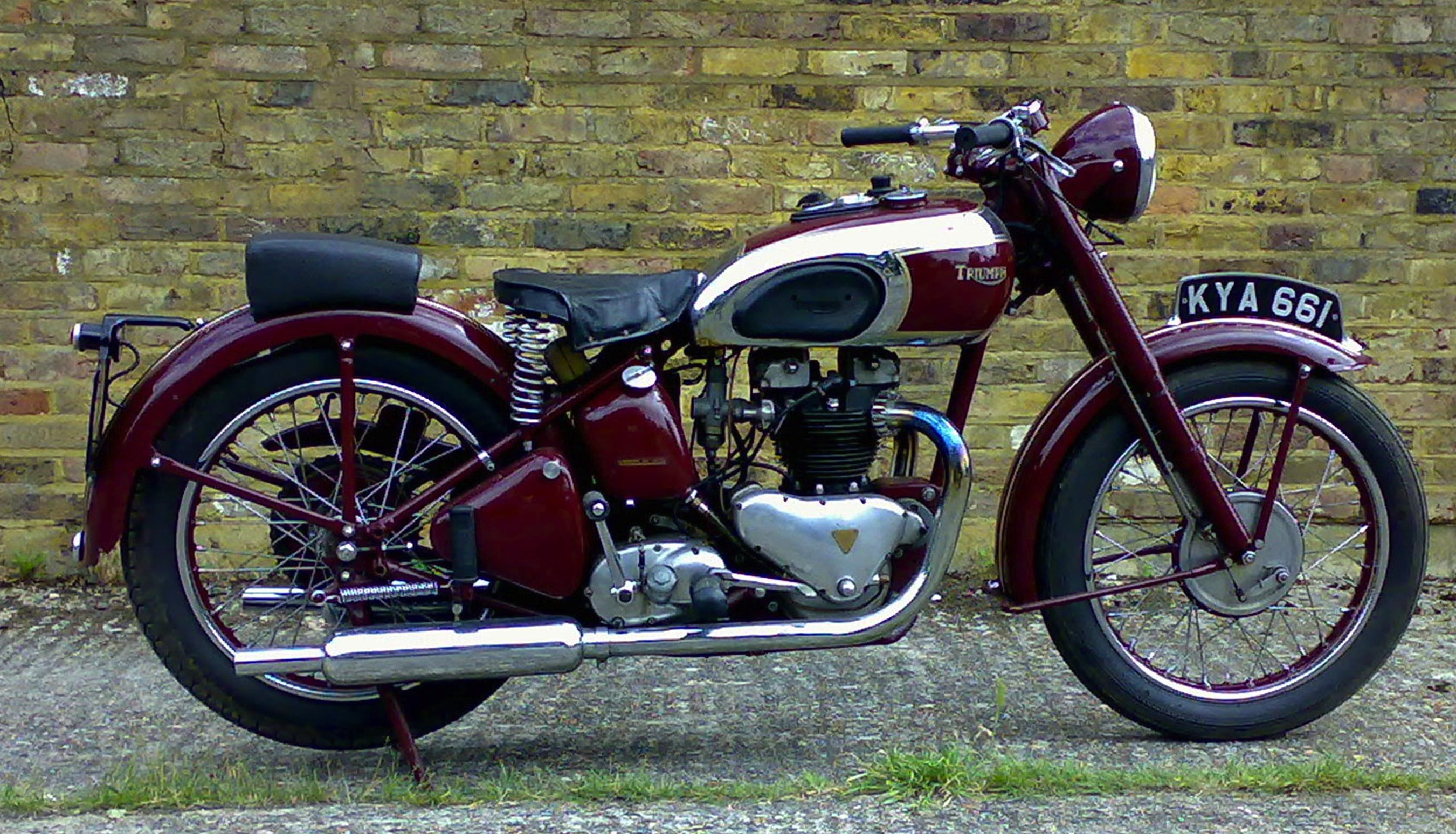
Triumph Speed Twin del 1938-1966

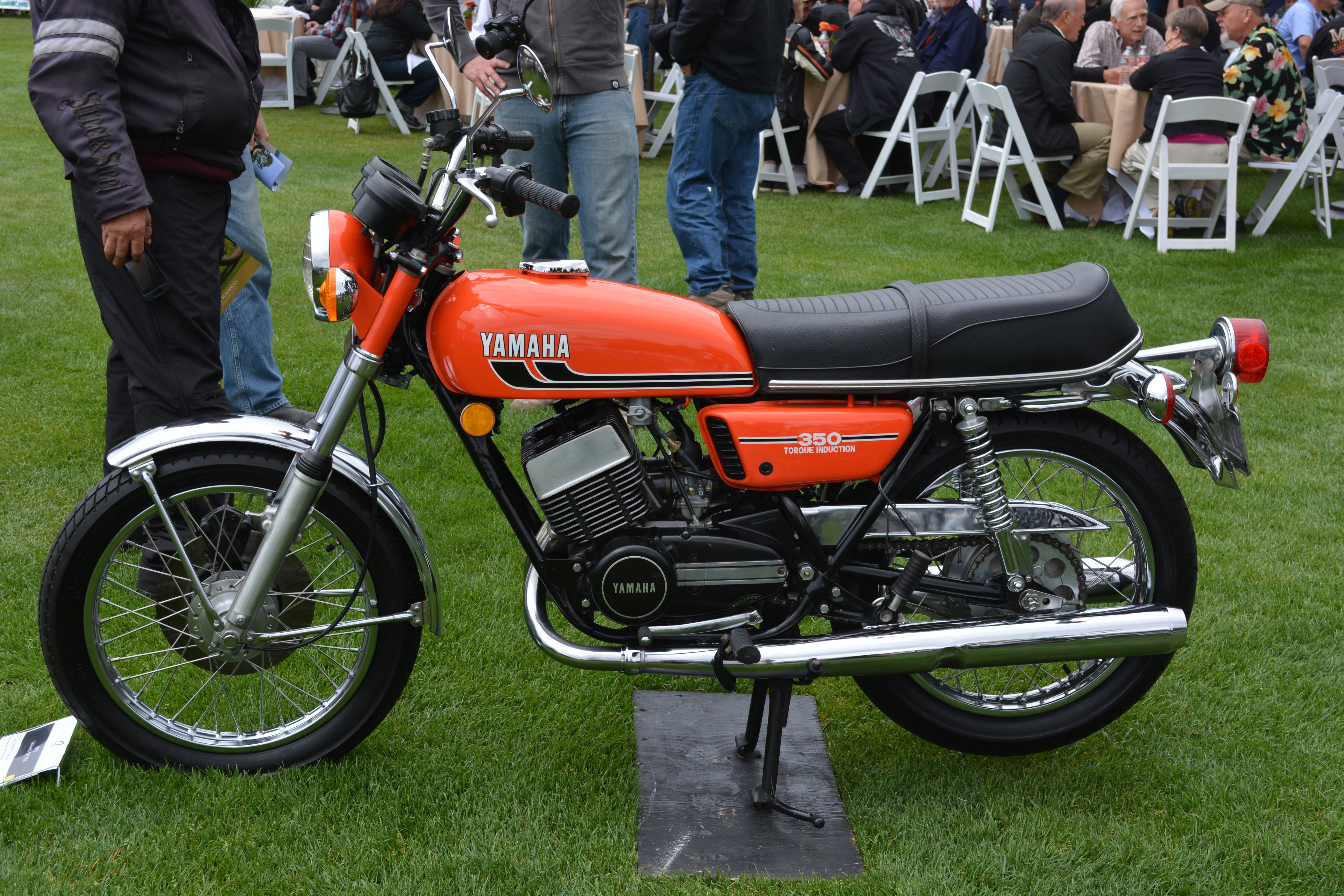
Yamaha RD350 a due tempi per motociclette del 1973–1975

La prima motocicletta di serie al mondo, la Hildebrand & Wolfmüller del 1894, utilizzava un motore bicilindrico in linea. I cilindri erano piatti e rivolti in avanti, con i pistoni collegati direttamente alla ruota posteriore mediante una biella in stile locomotore. Nel 1903, la Werner Motocyclette divenne il secondo modello di motocicletta di serie, utilizzando un motore bicilindrico in linea con cilindri verticali. Il motore Werner utilizzava cilindri in ghisa con testata integrale, valvole laterali e aveva una cilindrata di 500 cm3.
La Triumph Speed Twin del 1938 era una motocicletta di successo con motore bicilindrico in linea che ha portato a motori bicilindrici sempre più utilizzati da altri marchi. Il motore è stato progettato da Edward Turner e Val Page, ed è stato inizialmente utilizzato nella Triumph 6/1 del 1933 (che ha vinto la medaglia d'argento International Six Days Trial e il Maudes Trophy del 1933). Durante lo sviluppo del motore, si è riscontrato che un angolo dell'albero motore di 360 gradi era più adatto all'uso di un singolo carburatore rispetto a un angolo dell'albero motore di 180 gradi.
Seguendo la tendenza creata dalla Triumph Speed Twin, il design più comune utilizzato dalle case motociclistiche britanniche fino alla metà degli anni '70 era un motore bicilindrico a quattro tempi con albero motore a 360 gradi. Alcuni dei produttori che producevano queste motociclette sono BSA, Norton, Triumph, Ariel, Matchless e AJS. Alcuni motori bicilindrici in linea furono prodotti anche da produttori italiani e tedeschi, insieme al produttore americano Indian. 
Nel 1949, l'AJS E-90 Porcupine vinse la 1949 Grand Prix World Championship, diventando la prima e unica motocicletta bicilindrica a vincere il campionato. Questo motore è uno dei pochi bicilindrici a quattro tempi orientati orizzontalmente anziché verticalmente. 
Dagli anni 2000, la BMW e diversi produttori giapponesi hanno continuato a produrre motori bicilindrici, principalmente per modelli di peso medio. Anche diversi scooter di grandi dimensioni hanno utilizzato motori bicilindrici, come lo Yamaha TMAX  e l'Honda Silver Wing del 2001. I motori bicilindrici in linea sono utilizzati anche nelle corse di sidecar di motocross. 

### Modelli a motore trasversale

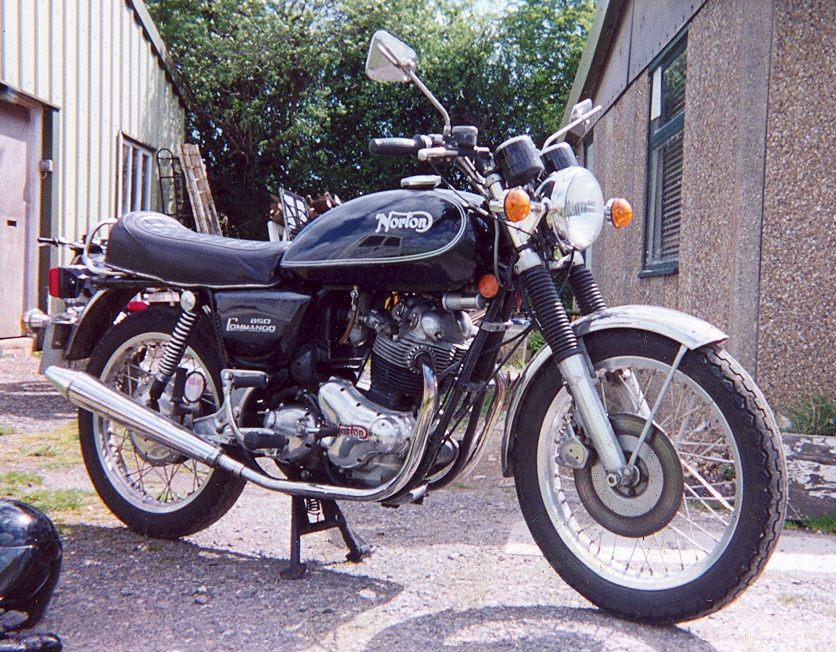
Norton Commando Interstate del 1973

Molte grandi motociclette britanniche dal 1945 agli anni '60 utilizzavano un motore trasversale bicilindrico dritto (cioè orientato con l'albero motore perpendicolare al telaio), come la Triumph Bonneville e la Norton Commando. Questo layout è adatto al raffreddamento ad aria, poiché entrambi i cilindri ricevono lo stesso flusso d'aria e lo scarico può uscire nella posizione ben raffreddata nella parte anteriore di ciascun cilindro. La lunghezza minima possibile del passo è determinata dalla larghezza del motore.
Il design del bicilindrico dritto del motore trasversale è stato in gran parte sostituito dai motori bicilindrici a V, tuttavia il design del bicilindrico dritto ha il vantaggio di un imballaggio più semplice degli accessori (come il filtro dell'aria, il carburatore e i componenti dell'accensione), che migliora anche l'accesso agli accessori per manutenzioni e riparazioni. 
 Un motore bicilindrico dritto che utilizza un albero motore a 270 gradi può avere un suono e una sensazione simili a un motore bicilindrico a V con un ordine di accensione irregolare.

### Modelli a motore longitudinale

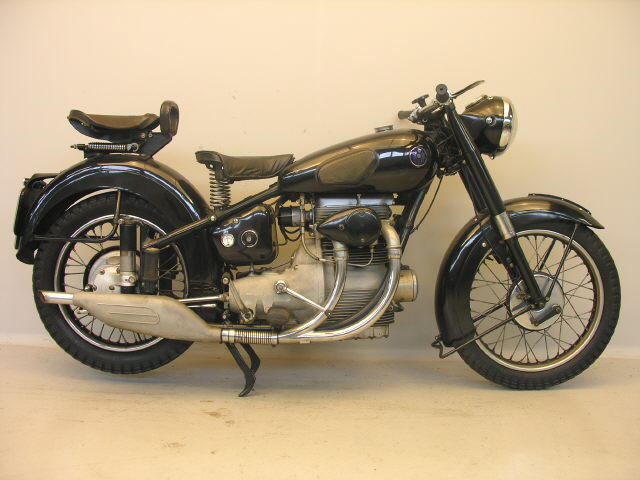
Sunbeam S8 del 1951

Le motociclette a motore bicilindrico longitudinale sono meno comuni, tuttavia ci sono esemplari come il monoblocco Dresch e il Sunbeam S7 e S8 del 1949-1956.
Questo orientamento del motore consente di avere una motocicletta stretta come un motore monocilindrico che riduce la resistenza aerodinamica, soprattutto ai fini delle gare motociclistiche. Tuttavia, lo svantaggio principale dei motori raffreddati ad aria è che il cilindro posteriore è più caldo del cilindro anteriore.

## Utilizzo nelle automobili

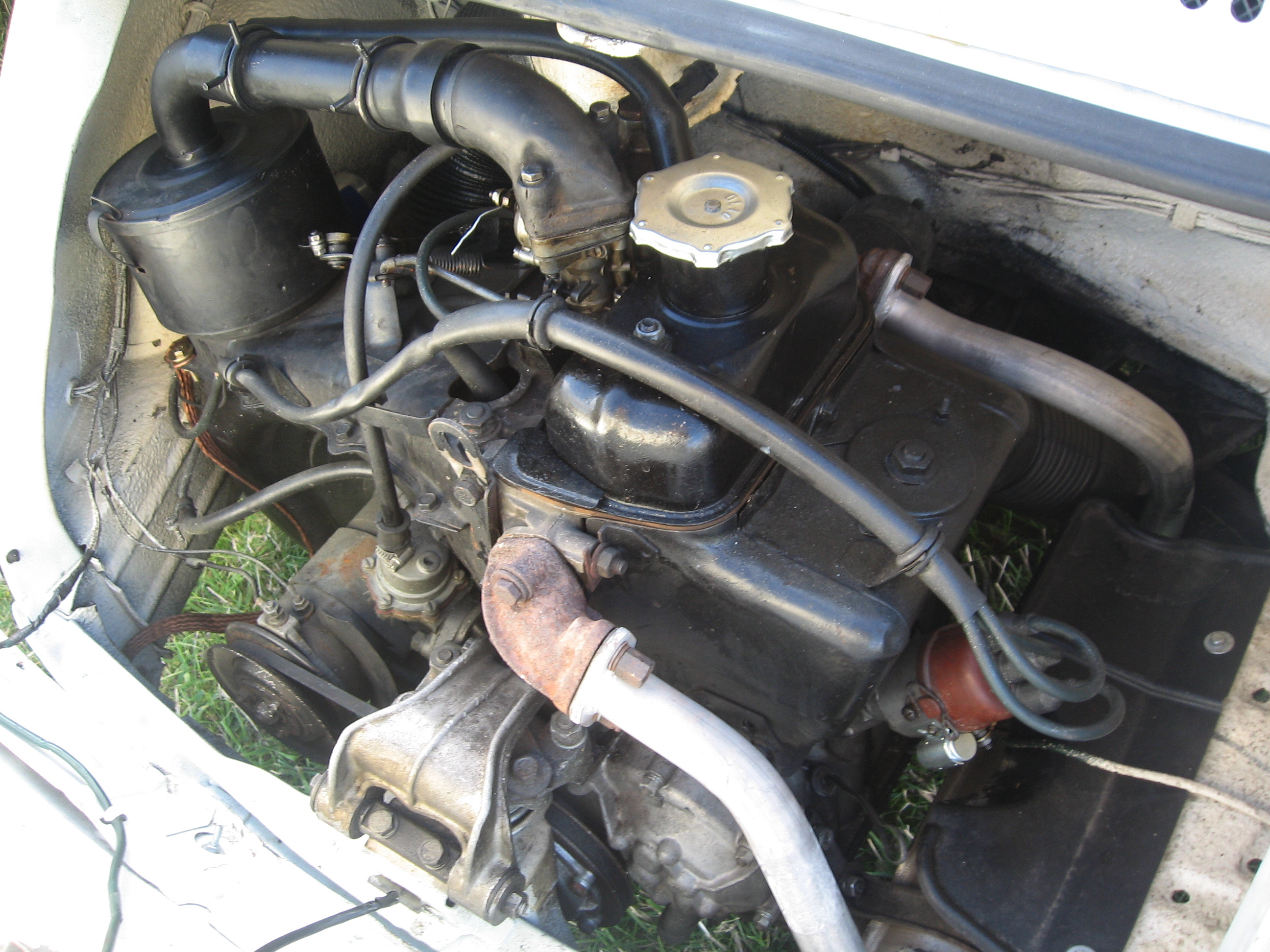
Motore bicilindrico in linea longitudinale nella parte posteriore di una Fiat 500

Sebbene i motori a due cilindri siano piuttosto rari nelle auto, il layout a due cilindri in linea è stato utilizzato nel tempo per diversi motori di automobili.
Il primo motore bicilindrico in linea noto era una variante del motore Phoenix della Daimler Motors introdotto nel 1895; questi motori furono usati nelle vetture Panhard di quell'anno. Un'altra delle prime auto a motore bicilindrico in linea era la Decauville Voiturelle del 1898, che utilizzava una coppia di cilindri presi da un modello de Dion posizionati e montati avanti e indietro sotto il sedile. 
Alcuni motori bicilindrici in linea sono stati utilizzati in varie auto di piccole dimensioni, come la Fiat 500 del 1957, la Subaru 360 del 1958, la NSU Prinz del 1958, la Mitsubishi Minica del 1962, la Honda N360 del 1967, la Honda Z600 del 1970, la Fiat 126 del 1972, la VAZ Oka del 1988, la Dacia Lăstun dello stesso anno, e la Daihatsu Cuore del 1980.
I motori bicilindrici a benzina attualmente utilizzati nelle auto di serie includono il Tata Nano  e il motore FIAT TwinAir (utilizzato in vari modelli Fiat, Lancia e Alfa Romeo). Tra i motori diesel bicilindrici attualmente in produzione c'è il motore Piaggio Porter.

## Utilizzo in imbarcazioni marine

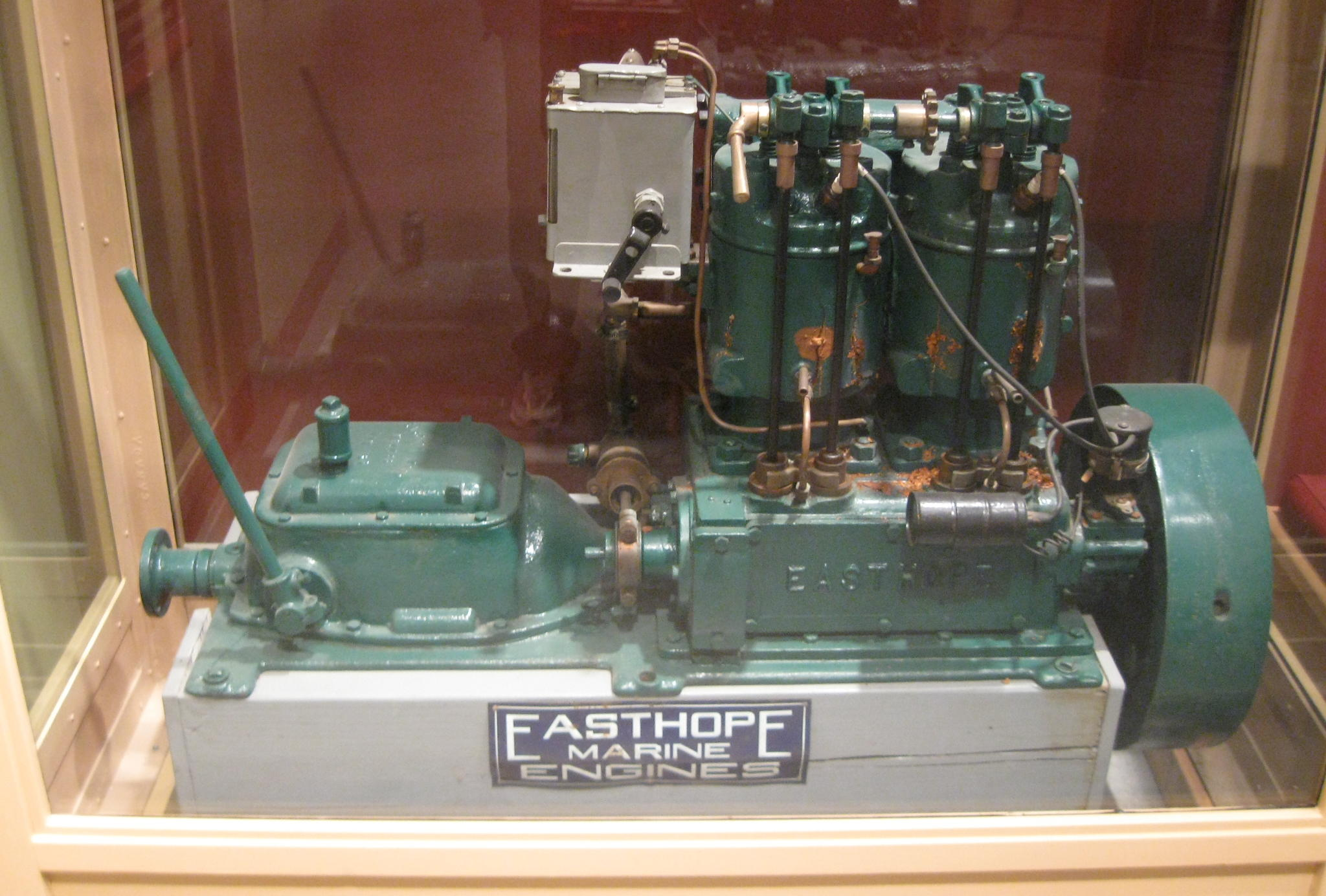
Motore marino Easthope, circa 1960

I motori a due cilindri in linea sono stati spesso utilizzati come motori entrobordo, motori fuoribordo e motori a pompa a getto. 
All'inizio del XX secolo, i pescherecci britannici armati di arpioni come i Morecambe Bay Prawners Lancashire Nobbys a volte adattarono un motore entrobordo, come il Lister o il Kelvin E2 da 3000cm3 a benzina-paraffina.
Dagli anni '50, i produttori di motori fuoribordo avevano stabilito l'uso del design di base del motore in linea, costituito da cilindri impilati uno sopra l'altro con l'albero motore che guida l'albero dell'elica . Il motore Suzuki 15 è stato introdotto nel 1989. 

## Altri usi

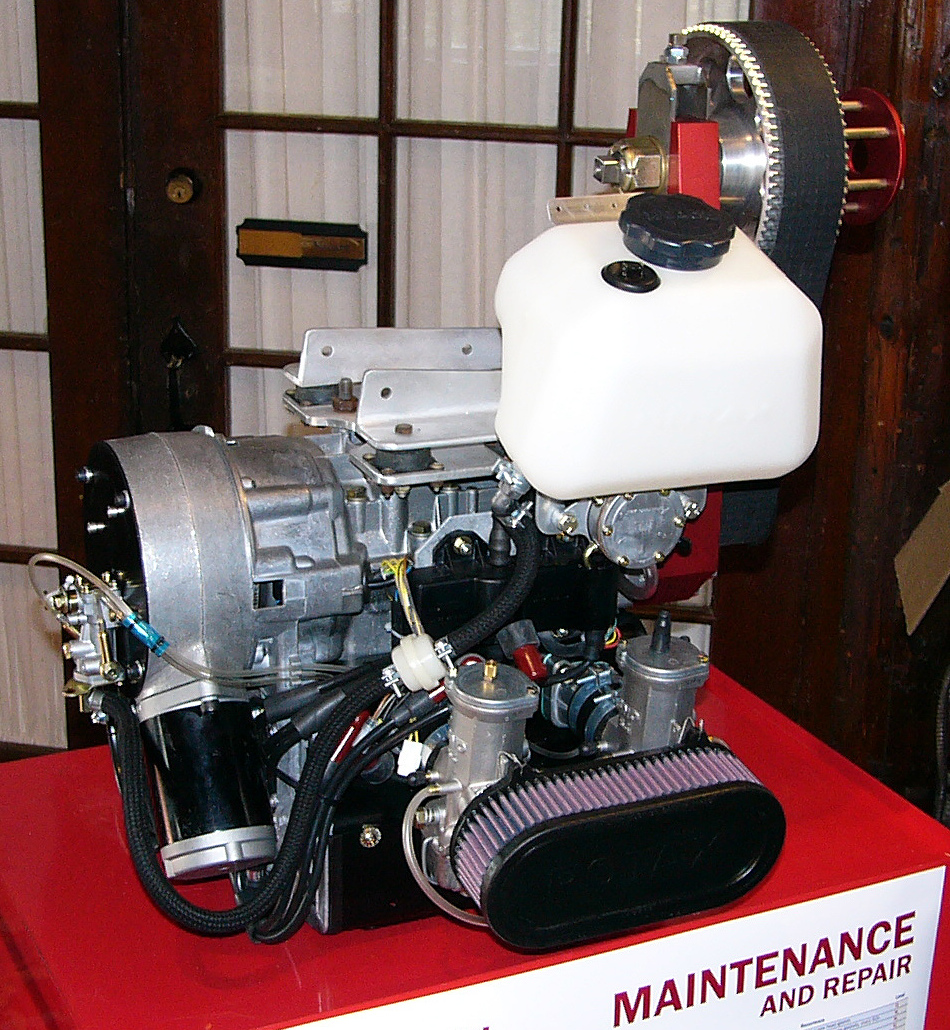
Motore aeronautico Rotax 503

Altri usi includono trattori (come vari modelli John Deere fino al 1960), motoslitte,   moto d'acqua, e veicoli fuoristrada. Le varianti del progetto sono due tempi o quattro tempi, benzina o diesel, raffreddamento ad aria o raffreddamento ad acqua, aspirazione naturale o turbocompressore. 
Anche gli aerei ultraleggeri, giroscopi monoposto e piccoli aerei costruiti in casa hanno utilizzato motori bicilindrici in linea, spesso utilizzando motori originariamente progettati per motoslitte come l'Hirth 2704 e il Cuyuna 430-D. Alcuni motori appositamente progettati per gli aerei ultraleggeri sono il Rotax 503 e il Rotax 582. I motori a due cilindri in linea vengono talvolta utilizzati anche su aeromobili radiocomandati su larga scala.